# 甘い日々/あ、やるときゃやらなきゃダメなのよ。
「甘い日々/あ、やるときゃやらなきゃダメなのよ。」（あまいひび/あ、やるときゃやらなきゃダメなのよ）は、クレイジーケンバンド7枚目のシングル。2003年2月19日発売。発売元はサブスタンス。

## 概要
MV監督…「甘い日々」は常盤響+児玉裕一、「あ、やるときゃやらなきゃダメなのよ。」はウスイヒロシ。
「あ、やるときゃやらなきゃダメなのよ。」振付は西田一生（西田プロジェクト）。

## 収録曲
1. 甘い日々 Amai Hibi(4:37)
  - 作詞・作曲：矢沢永吉
  - キャロルのカバー
2. あ、やるときゃやらなきゃダメなのよ。 Ah Means I Love You(3:59)
  - 作詞・作曲：横山剣
3. Let's Go!Crazy Ken Band(0:09)
4. 甘い日々(KARAOKE)(4:38)
5. あ、やるときゃやらなきゃダメなのよ。(KARAOKE) (3:58)

## 収録アルバム
- オリジナル『777』（2003年6月25日）
- ベスト『CKBB - OLDIES BUT GOODIES』（2004年3月3日）
- ベスト『クレイジーケンバンド・ベスト 鶴』（2010年2月24日）

## タイアップ
- 甘い日々
  - フジテレビ系「志村流」エンディングテーマ
- あ、やるときゃやらなきゃダメなのよ。
  - J-PHONE「写メール ワールド」CMソング
  - ABCラジオ「矢野燿大のどーんと来い!!」テーマソング
  - フジテレビ系列「知りたがり!」テーマソング
  - サンテレビジョン「バーばーヤング」エンディングテーマ
  - テレビ東京系「完成!ドリームハウス」エンディングテーマ